# William Brodrick (1763-1819)
Pour les articles homonymes, voir William Brodrick (homonymie) et Brodrick.
William Brodrick (14 février 1763 - 29 avril 1819) est un homme politique britannique. 

## Biographie
Il est né le 5e fils de George Brodrick (3e vicomte Midleton) et le frère cadet de George Brodrick (4e vicomte Midleton). Il fait ses études au Collège d'Eton (1775-1780), au St. John's College, à Cambridge (1780-1783) et au Lincoln's Inn (1782). 
Il est nommé secrétaire du conseil de contrôle de 1793 à 1803, poste dans lequel il est responsable des affaires indiennes à Londres. Il succède à son frère George en tant que député de Whitchurch, siégeant de 1796 à 1818 au Parlement de Grande-Bretagne, puis au Parlement du Royaume-Uni. Dans l'administration d'Henry Addington, il est l'un des Lords du Trésor de 1802 à 1803. 
Marié à Mary Preston du comté de Meath, il est décédé, à Nice, sans enfants, à cause de problèmes de santé. 